# Province d'Arica
La province d'Arica (en espagnol : Provincia de Arica) est une province du Chili qui fait partie de la région d'Arica et Parinacota. 

## Géographie
Bordée par la côte de l'océan Pacifique à l'ouest, la province s'étend sur 8 726,4 km2 à l'extrémité nord-ouest du pays, à la frontière avec le Pérou, province de Tacna. Elle est limitrophe des provinces de Parinacota à l'ouest et du Tamarugal au sud.

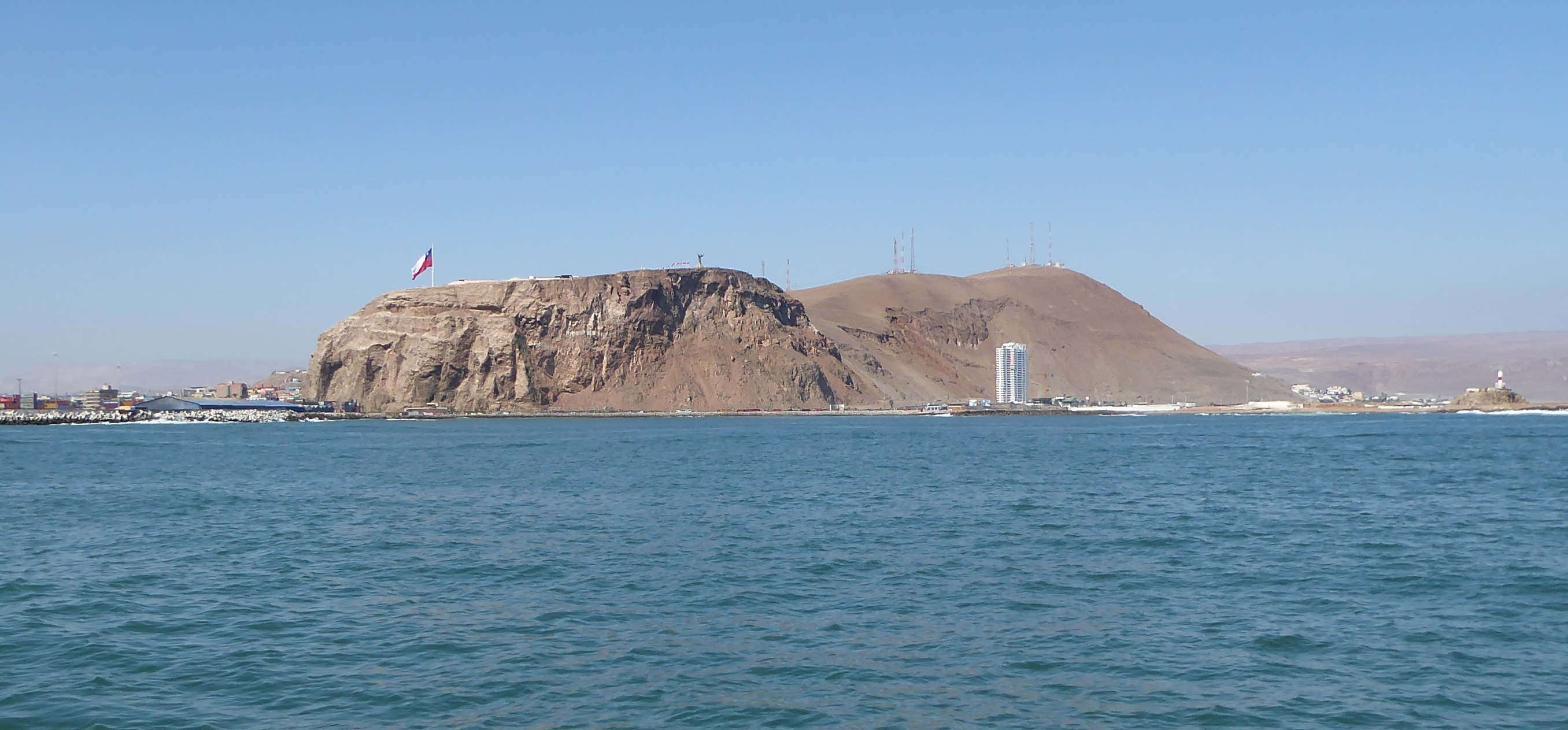
Colline d'Arica

### Communes
- Arica
- Camarones

## Histoire
La province d'Arica est créée en 1975 par division de l'ancienne province de Tarapacá. En 1981, la partie orientale en est détachée pour former la province de Parinacota. Depuis le 8 octobre 2007, les deux provinces font partie de la région d'Arica et Parinacota.

## Administration
De 1975 à 2021, la province est dirigée par un gouverneur, nommé par le président du Chili. Depuis 2021, l'administration est assurée par le délégué présidentiel de la région d'Arica et Parinacota.